# Warfare - Tempo di guerra
Warfare - Tempo di guerra è un film del 2025 scritto e diretto da Ray Mendoza e Alex Garland.
Basato sulle testimonianze dello stesso Mendoza durante la guerra in Iraq, il film racconta quello che il suo reparto di Navy SEAL statunitense ha vissuto il 19 novembre 2006, subito dopo la battaglia di Ramadi.

## Trama
Un'unità di Navy SEAL si insedia nella casa di una famiglia irachena, utilizzandola come base per proteggere i movimenti delle forze statunitensi in un territorio dominato dagli insorti.

## Produzione
Nel febbraio 2024 è stato annunciato che A24 avrebbe prodotto un film di guerra scritto e diretto da Ray Mendoza e Alex Garland, alla loro seconda collaborazione dopo Civil War. Il mese dopo è stato confermato che il film si sarebbe intitolato Warfare e che il cast avrebbe annoverato D'Pharaoh Woon-A-Tai, Kit Connor, Cosmo Jarvis, Will Poulter e Finn Bennett; Noah Centineo, Taylor John Smith, Michael Gandolfini e Henry Zaga si sono uniti ufficialmente al cast nell'aprile 2024.
Le riprese sono iniziate a Londra nel maggio 2024.

## Promozione
Il primo trailer è stato diffuso il 16 dicembre 2024.

## Distribuzione
Il film è stato distribuito nelle sale statunitensi l'11 aprile 2025 e in quelle italiane il successivo 21 agosto.

## Accoglienza

### Incassi
Il film ha incassato poco più di 32,9 milioni di dollari.

### Critica
Su Rotten Tomatoes il 93% di 234 critici lo ha gradito, su Metacritic il voto medio di 43 critici è di 78/100.